# Stazione di Fukkōdaimae
La stazione di Fukkōdaimae (福工大前駅?, Fukkōdaimae-eki) è una stazione ferroviaria di Fukuoka, e si trova nel quartiere di Higashi-ku. La stazione è servita dalla linea principale Kagoshima  della JR Kyushu e prende il nome dal vicino campus dell'Università Fukuoka Kōgyō (Istituto di Tecnologia di Fukuoka). Fino al 2008 il nome dell'impianto era stazione di Chikuzen Shingū (筑前新宮駅?, Chikuzen Shingū-eki).

## Linee e servizi ferroviari
JR Kyushu
■ Linea principale Kagoshima

## Struttura
La stazione è costituita da due marciapiedi a isola con quattro binari passanti. I marciapiedi sono collegati al fabbricato viaggiatori, posto sopra il piano del ferro, da scale fisse, mobili e ascensori. Vista l'importanza per gli studenti del vicino istituto universitario, una delle uscite è riservata ad essi. 
| 1-2 | ■ Linea principale Kagoshima |  | per Akama, Orio, Kokura e Mojikō      |
| 3-4 | ■ Linea principale Kagoshima |  | per Hakata, Futsukaichi, Tosu e Ōmuta |

## Stazioni adiacenti
| «                          | Servizio                   | »                          |
| Linea principale Kagoshima | Linea principale Kagoshima | Linea principale Kagoshima |
| -------------------------- | -------------------------- | -------------------------- |
| Shingū-Chūō                | Locale                     | Kyūsandaimae               |
| Koga                       | Rapido                     | Kashii                     |
| Koga                       | Semirapido                 | Kashii                     |